# Chuck Gentry
Charles T. 'Chuck' Gentry (Belgrade (Nebraska), 14 december 1911 – Californië, 1 januari 1988) was een Amerikaanse jazzmuzikant die baritonsaxofoon speelde (en in mindere mate klarinet en fagot) in de grote bigbands van het swingtijdperk. Later was hij actief in studio-orkesten in Los Angeles.
Gentry speelde in de orkesten van Harry James (1940), Benny Goodman (1941 en in 1946/47), Jimmy Dorsey (1942), Glenn Miller (1943/44), Artie Shaw (1945) en Jerry Gray (1946). In de jaren vijftig werkte hij bij onder meer Billy May, Clyde McCoy, Bob Crosby, Bob Keene, Pete Rugolo, Charlie Barnet, Bobby Troup, Dennis Farnon, Georgie Auld, Russell Garcia, Shorty Rogers, Woody Herman en het Los Angeles Neophonic Orchestra. Daarnaast werkte hij mee aan platensessies, onder meer van Ralph Burns, Jan Savitt, June Christy, Mel Tormé, Spud Murphy, Ella Fitzgerald, Patti Page, The Four Freshmen, Sammy Davis junior en Anita O’Day. In de jaren zestig werkte hij met Pete Fountain, Della Reese, Johnny Williams, Erroll Garner, Stan Kenton en Nancy Wilson. In de jazz was hij in de periode 1940-1981 betrokken bij zo'n 600 opnamesessies, de laatste een sessie van David Allyn.

## Referentie
1. ↑  Tom Lord: Jazz Discography online, opgeroepen op 4 april

- Gemeinsame Normdatei: 1304165671
- International Standard Name Identifier: 0000 0003 8249 0471
- Library of Congress Control Number: no2007091147
- MusicBrainz: 0142ac39-c405-4f56-98b3-dd9481e8417c
- Virtual International Authority File: 265288177
- WorldCat: E39PBJdWXHB9qCCjxYDRwQcQMP